# 魔鬼曲線
魔鬼曲線為方程式如下的平面曲線
{\displaystyle y^{2}(y^{2}-a^{2})=x^{2}(x^{2}-b^{2}).}
此曲線的極座標方程為
{\displaystyle r={\sqrt {\frac {b^{2}\sin ^{2}\theta -a^{2}\cos ^{2}\theta }{\sin ^{2}\theta -\cos ^{2}\theta }}}={\sqrt {\frac {b^{2}-a^{2}\cot ^{2}\theta }{1-\cot ^{2}\theta }}}}.

a = 0.8和b = 1的魔鬼曲線

魔鬼曲線，範圍從0到1 ，b = 1（曲線的顏色由藍色變為紅色）

此曲線是由加布里尔·克拉默在1750年發現，他對魔鬼曲線有深入的研究。 
魔鬼曲線得名自它中間的雙紐線，此形狀得名自雜耍遊戲扯鈴，扯鈴的外形類似雙紐線。而扯鈴的英文為diabolo，而義大利文的diabolo即為魔鬼。
在{\displaystyle |b|>|a|}時，魔鬼曲線是水平的（也稱為沙漏曲線）。在{\displaystyle |b|<|a|}時，此曲線是垂直的。若{\displaystyle |b|=|a|}，魔鬼曲線會變成圓形。
垂直的魔鬼曲線和y軸的交點在y座標分別是{\displaystyle b,-b,0}的三個點，水平的魔鬼曲線和x軸的交點在x座標分別是{\displaystyle a,-a,0}的三個點。

## 馬達曲線
魔鬼曲線的一個特例是{\displaystyle {\frac {a^{2}}{b^{2}}}={\frac {25}{24}}}，此曲線稱為馬達曲線（electric motor curve），其方程如下：
{\displaystyle y^{2}(y^{2}-96)=x^{2}(x^{2}-100)}.
馬達曲線的由來是因為曲線像是馬達線圈的形狀。

## 外部連結
- MathWorld – Devil's Curve （页面存档备份，存于）
- The MacTutor History of Mathematics (University of St. Andrews) – Devil's curve （页面存档备份，存于）